# Aeroclube de Włocławek
Aeroclube de Włocławek - começou a funcionar em 1959 como filial regional do Aeroclube Polaco. Situa-se no aeroporto de Włocławek-Kruszyn sob Kruszyn perto de Włocławek.

## História
O começo da aviação em Włocławek é datado para os anos 1935-39 quando foram construídas 3 planadores na base de Orlik. Os estudantes do terceiro ciclo do ensino básico de Colégio da Terra de Kujawy foram motivados pelos meritos de Stanisław Skarżyński que e graduado dessa escola.
Depois da II Guerra Mundial os ativistas e pilotos começaram a organizar a construção do aeroporto nos limites da cidade. Em 1947 foi fundada a Liga de Aviação com a ajuda do Aeroclube de Pomorze. Eles enviaram ao Włocławek dois aviões do tipo Po-2 com uns pilotos. Os aviões aterraram na pista “Kapitułka” na rua Jasna.
Em relação à década do desenvolvimento dos interesses em aviação na cidade e região, em 1957 na sessão especial foi eleita a Diretoria do Filial do Aeroclube. No mesmo ano, durante a sessão dos membros mais ativos da cidade e região, foi eleito o Comitê Social para a Construção de Hangar e Aeroporto sob 82 hectares dados pelo Presídio do Concelho do Distrito do Conselho Nacional na cidade de Krzywa Góra perto de Włocławek. Em 1959 Conselho Geral de Aeroclube PRL aceitou o estabelecimento de Aeroclube de Włocławek. Por causa do início da construção de Zakłady Azotowe de Włocławek no territorio de Krzywa Góra, foi escolhido o novo lugar para construir o aeroporto sob Kruszyn. A construção começou-se em 1961, a abertura aconteceu-se em 1965. O aeroporto ocupou 78 hectares nos quais foi construído o edifício administrativo, hangar, armazém de combustível como também uma garagem e caminhos de acesso.
Só em 1965 o Aeroclube de Włocławek organizou o terceiro Campeonato Polaco de Aviões em Acrobacia Aeronáutica. Isto inaugurou as tradições culturais e aeronáuticas ligadas com o Aeroclube e Wocławek. No aeroporto foram organizadas umas festas de vários tipos, celebrações ligadas geralmente com competições. Em junho de 1991, no território do aeroporto, o papa João Paulo II celebrou uma missa.   
Só em 1965 o Aeroclube de Włocławek organizou o terceiro Campeonato Polaco de Aviões em Acrobacia Aeronáutica. Isto inaugurou as tradições culturais e aeronáuticas ligadas com o Aeroclube e Wocławek. No aeroporto foram organizadas umas festas de vários tipos, celebrações ligadas geralmente com competições. Em junho de 1991, no território do aeroporto, o papa João Paulo II celebrou uma missa.   
Durante as mudanças econômicas nos anos 90. o Aeroclube Polaco acabou a dotar seus filiais regionais. Neste modo, aeroclubes ficaram na situação difícil na qual tinham de encontrar os meios financeiros e renovar equipamento propriamente. Por isso, sustenta-se uma tradição das festas e espectáculos aeronáuticos e de modelação que fomentam a popularização desses domínios do desporto e conhecimento.